# Ella Cara Deloria
Ella Cara Deloria, född 1889, död 1971, var en amerikansk författare, antropolog, etnograf och lingvist. 
Deloria tillhörde Nordamerikas ursprungsbefolkning och hon levde under sin barndom i ett reservat. Efter skolan studerade hon mellan 1911 och 1913 vid Oberlin College i Ohio och sedan fortsatte hon med ytterligare studier vid Columbia University. Deloria var efter utbildningen sysselsatt som lärare. På grund av bekantskapen med språkforskaren Franz Boas började hon undersöka språket av sin egen folkgrupp Dakota. Hon intervjuade dessutom äldre personer om folkgruppens kultur och mytologiska berättelser.
Bredvid forskningen var hon tillfällig anställd hos två museer. Flera dokument som hon skapade försvann i Columbia universitetets arkiv. Deloria publicerade därför endast en del av sin forskning.
Nedslagskratern Deloria på planeten Venus är uppkallad efter henne.